# David Breashears

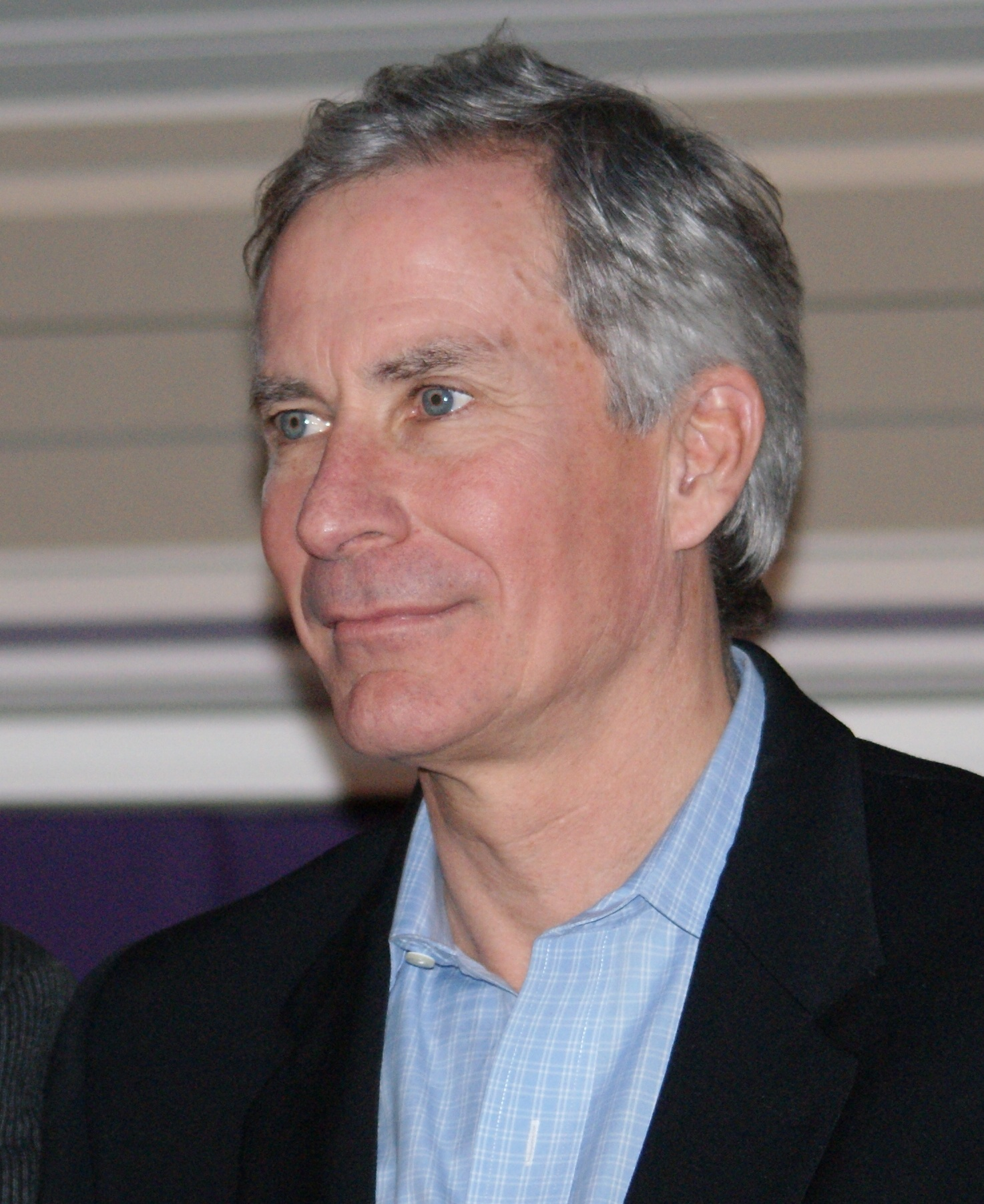
David Breashears

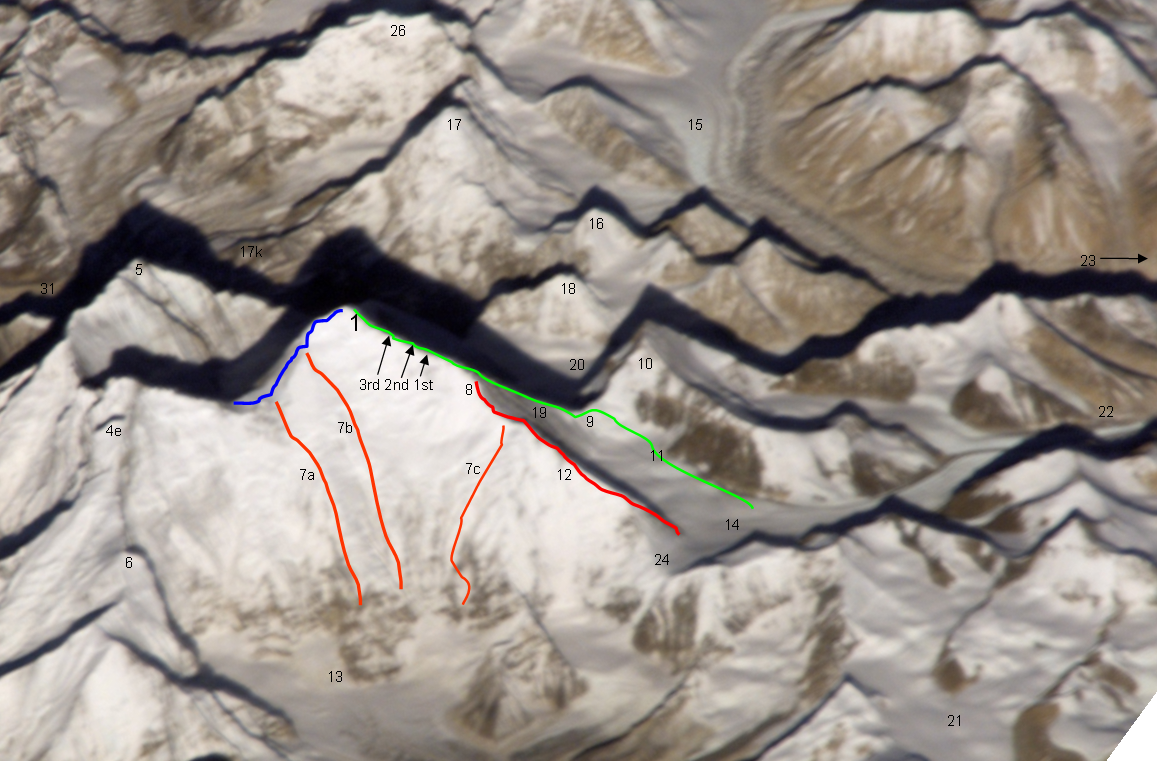
Mount Everest von Osten, Kangshung-Wand, mit Routen:
blau = obere Normalroute Süd aus Nepal, ab Südsattel, untere Süd-Route im Western Qwm im Schatten des Everest
grün = Normalroute Nord aus dem Ost-Rongpu-Tal

David Breashears (* 20. Dezember 1955; † 14. März 2024 in Marblehead, Massachusetts) war ein US-amerikanischer Bergsteiger und Filmregisseur. Er war bekannt aufgrund seiner Besteigungserfolge am Mount Everest. Als erster Amerikaner erreichte er 1985 zum zweiten Mal den Gipfel. Zudem wurde er bekannt, als er für den Unternehmer Dick Bass die erste kommerzielle Führung zum Gipfel des Everest durchführte, um Bass zu helfen, der erste Mensch zu werden, der die „Seven Summits“ komplettiert.

## Leben
David Breashears war ein weltbekannter Filmemacher, Abenteurer und Bergsteiger, dessen Touren und Abenteuer ihn nach Tibet, China, Nepal, Indien, Pakistan, Südamerika und Ostafrika führten. Er arbeitete an Spielfilmen wie „Sieben Jahre in Tibet“ und „Cliffhanger“ mit, genauso wie an der Dokumentation Red Flag over Tibet. 1983 übertrug er die ersten Live-Bilder vom Gipfel des Everest. Er erhielt den Emmy für Fortschritte in der Kinematographie. 1996 war er Mit-Regisseur, Fotograf und Koproduzent des IMAX-Films Everest – Gipfel ohne Gnade. Die Film-Expedition wurde vom indischen Sherpa und Bergsteiger Jamling Tenzing Norgay geleitet, Sohn des Mount Everest-Erstbesteigers Tenzing Norgay. David Breashears veröffentlichte seine Fotos in dem Buch „Everest: Gipfel ohne Gnade“. Er war Autor mehrerer Bücher einschließlich einer Autobiographie, High Exposure: An Enduring Passion for Everest and Unforgiving Places.
Breashears unternahm acht Expeditionen zum Everest, fünf von ihnen mit Gipfelerfolg. Er erstieg den Gipfel der Ama Dablam im Himalaya und war als Felskletterer an schwierigen Wänden in Colorado bekannt, die er als junger Mann meisterte.
David Breashears Dokumentarfilm Storm over Everest wurde von PBS/FRONTLINE am 13. Mai 2008 im Fernsehen gezeigt. Während der Filmaufnahmen 2006 erstieg Breashears erneut den Gipfel, zum fünften Mal.
Breashears erhielt viermal den Emmy-Preis für Kinematographie und war Direktor des Unternehmens „Destination Himalaya“, ein Reiseveranstalter, der auf Abenteuerreisen in Ländern des Himalaya spezialisiert war. Er hielt Autorenlesungen rund um die Welt und arbeitete an Filmprojekten.
Er war in den späten 1980er Jahren mit seiner Tourengefährtin Veronique Choa verheiratet; die Ehe wurde später geschieden.
Breashears starb im März 2024 im Alter von 68 Jahren.

## Werke
- Bis zum Äußersten – Der Mount Everest und andere Herausforderungen, Diana Verlag, München 1999, ISBN 3-8284-5025-3.